# Herrenreuth
Herrenreuth ist ein Ort der Kreisstadt Greiz im Landkreis Greiz in Thüringen und gehört zum Ortsteil Pohlitz.

## Lage
Herrenreuth liegt etwa 300 m nordöstlich des Stadtteils Pohlitz, rechts der Waldhausstraße (Kreisstraße K 207) nach Waldhaus, etwa 500 m südlich liegt der Stadtteil Raasdorf.
Nördlich der Kreisstraße beginnen die als Landschaftsschutzgebiet ausgewiesenen Wälder um Greiz und Werdau. Der angrenzende „Sportplatz Herrenreuth“ befindet sich bereits auf Herrmannsgrüner Flur und gehört damit topographisch zur Gemeinde Mohlsdorf-Teichwolframsdorf. Die geographische Höhe des Ortes beträgt 420 m ü. NN.

## Geschichte
Im Jahr 1938 wurde mit dem Bau einer Kaserne für die Wehrmacht begonnen. Zwei Blöcke wurden im Rohbau fertiggestellt, vom dritten wurde das Kellergeschoss errichtet. Geplant war, im Werdauer Wald einen Truppenübungsplatz für das Aufklärungs-Regiment 7 zu errichten. Das Objekt wurde während des Krieges als Standort für das Heimwach-Bataillon II./654 und das Landesschützen-Bataillon 621 genutzt.
Nach dem Krieg wurden im Jahr 1946 im Block I 51 Wohnungen fertiggestellt, der Ausbau von Block II erfolgte bis Anfang 1948. Der dritte, unvollendet gebliebene Block wurde zur Materialgewinnung bis 1949 abgebrochen. An seinem Standort wurde das Vereinslokal der Kleingartenanlage „Einigkeit“ errichtet. In den Jahren 2006/07 wurden die zuvor sanierten Wohnhäuser abgerissen. Seitdem besteht der Ortsteil nur noch aus der Gartenanlage sowie einem Wasserwerk und hat keine ständigen Einwohner mehr.